# Gustav Adolf Körbel
Gustav Adolf Körbel (* 6. Oktober 1902 in Höchst an der Nidder; † 15. März 1969 in Worms) war ein deutscher Jurist und 1934 kommissarischer Oberbürgermeister von Worms.

## Leben
Körbel, der Sohn eines Pfarrers, wurde nach dem Jura-Studium und dem Referendariat 1928 zum Gerichtsassessor am Amtsgericht Zwingenberg ernannt und wechselte kurz darauf ans Amtsgericht Mainz. Ab 1929 war er Prokurist der Hessischen Wohnungs-Fürsorgegesellschaft in Darmstadt und von 1931 bis 1933 Justitiar der Nassauischen Heimstätte in Frankfurt am Main. Während seines Studiums hatte er sich 1921 der Burschenschaft Germania Gießen angeschlossen.
Körbel trat zum 1. Mai 1933 der NSDAP bei (Mitgliedsnummer 2.532.458). Nachdem im Sommer 1933 der Nationalsozialist Otto Schwebel das Amt des Wormser Oberbürgermeisters übernommen hatte, wurde Körbel in Worms als Beigeordneter angestellt. In dieser Funktion amtierte er nach dem Rücktritt Schwebels vom 1. Februar 1934 bis zum 19. August 1934 als kommissarischer Oberbürgermeister der Stadt. Nachdem am 20. August 1934 der Gießener Heinrich Bartholomäus zum Oberbürgermeister bestellt worden war, blieb Körbel bis zum Ende des Zweiten Weltkriegs Beigeordneter der Stadt. Zu seinem Geschäftsbereich gehörte unter anderem die Städtische Sparkasse Worms.
Nach dem Zweiten Weltkrieg und der Entnazifizierung im Internierungslager Hohenasperg kehrte Körbel in die Wirtschaft zurück und wurde Geschäftsführer und später Gesellschafter der Karl Kübel GmbH in Worms und Bensheim.
Sein Bruder war Hans Körbel.

## Weblink
- Körbel, Gustav Adolf. Hessische Biografie. (Stand: 28. November 2023). In: Landesgeschichtliches Informationssystem Hessen (LAGIS).